# Aloe vanbalenii x cameronii 'Mango Madness'
Aloe vanbalenii x cameronii 'Mango Madness' é uma espécie de liliopsida do gênero Aloe, pertencente à família Asphodelaceae.